# アンソン (原子力潜水艦)
アンソン（HMS Anson, S123）は、イギリス海軍の原子力潜水艦。アスチュート級原子力潜水艦の5番艦。艦名は18世紀のイギリス海軍軍人、ジョージ・アンソン提督にちなむ。その名を持つ艦としてはキング・ジョージ5世級戦艦4番艦（79）以来8隻目である。

## 艦歴
「アンソン」は2010年3月にBAEシステムズ・サブマリン・ソリューションズ（現BAEシステムズ・サブマリンズ）に発注され、2011年10月13日起工に起工した。2017年就役の予定だったが、建造予算の超過で建造は遅れた。2020年12月11日に「アンソン」と命名されて、2021年4月20日に進水式が行われた。2022年2月14日に潜水試験が実施され、同年8月31日に就役式典が行われた。